# Bacino di Guzmán
Il bacino di Guzmán è un bacino endoreico del Messico settentrionale e degli Stati Uniti sudoccidentali. In Messico occupa la parte nord-occidentale dello stato di Chihuahua, mentre negli Stati Uniti si estende nello stato del Nuovo Messico sudoccidentale.
I fiumi importanti del bacino di Guzmán sono il fiume Casas Grandes, che sfocia nel lago Guzmán, il fiume Santa Maria, che sfocia nel lago Santa Maria, nel fiume Carmen e nel fiume Mimbres del Nuovo Messico.
Il bacino di Guzmán ospita numerose specie di pesci endemici e endemici, tra cui il cavedano di Chihuahua (Gila nigrescens), il Cyprinodon pisteri , il Cyprinodon albivelis, il Cyprinodon fontinalis e la trota di Guzmán (Oncorhynchus mykiss).
Il bacino di Guzmàn costituisce un'ecoregione d'acqua dolce secondo la lista Global 200. Questa ecoregione appartiene al bioma d'acqua dolce Bacini xerici ed endoreici.